# Mar Benegas
Mar Benegas (Valência, 1975) é uma escritora e poeta especialista em Literatura Infantil e Juvenil. Além de um grande catálogo de obras publicadas, tem um longo percurso como formadora, tanto para público infantil como adulto. Tem participado com artigos em revistas especializadas. Foi directora de um selo editorial de livros infantis e, na actualidade, é directora, na UIMP, das Jornadas de Animação à Leitura, Escritura e Observação, jornadas internacionais que se levam cabo em Valência.  

## Obras literárias

### Literatura infantil
- Colección Cocolor, El libro rojo y El libro azul (Editorial Litera, 2017)
- ¿Quién hay dentro? (Editorial Combel, 2017)
- I aquí dins, qui hi ha? (Editorial Combel, 2017)
- Las niñas o cómo suceden las cosas (Editorial Litera, 2017)
- Versos como una casa (Editorial A Buen Paso, 2017)
- Cómo el buen Don Nicanor no fue rey ni emperador (Editorial Tres tigres tristes, 2016)
- A juego lento taller de poesía (Editorial Litera Libros, 2016)
- ¿Qué soñarán las camas? (Editorial Libre Albedrío, 2016)
- Cómo dormir a un león y otras crónicas verídicas (Editorial Pagès Editors, 2016)
- Com adormir un lleó i altres cròniques verídiques (Editorial Pagès Editors|Pagés Editors 2016)
- Cómo abrió Don Nicanor el gran circo volador (Editorial Tres tigres tristes, 2015)
- Con el ojo de la i (Editorial A buen paso, 2015)
- Colección La Cereza, 6 libros musicales para bebés. (Editorial Combel, 2)
- La caja de las palabras (Editorial Lóguez, 2014)
- Cómetelo todo (Editorial Takatuka, 2014)
- Menja´t-ho tot (Editorial Takatuka, 2014)
- A lo bestia (Editorial Litera Libros, 2014)
- Som Molt Bèsties (Editorial Litera Libros, 2014)
- Milio y las 4 estaciones (Imaginarium, 2014)
- 44 poemas para leer con niños (Editorial Litera Libros, 2013)
- Abecedario del cuerpo imaginado (Editorial A buen paso, 2013)
- No es fácil vivir con un tigre (Editorial Unaria Ediciones, 2013)

### Poesia para adultos
- Anáforas del derrumbe (2014)
- La ciudad o la palabra pájaro (Huerga y Fierro editores, 2013)
- El abrazo (Ediciones 4 de agosto, 2011)
- Niña pluma Niña nadie (Amargord Ediciones, 2010)

### Antologias
- Dos océanos una orilla (Publicaciones UCM, 2015)
- Cuentos para dar y tomas (Editorial Unaria Ediciones, 2014)
- Strigoi (Ediciones 4 de agosto, 2012)
- Hijas del pájaro de fuego (Ediciones Fin de viaje, 2012)

## Prémios
- Melhor Livro Juvenil 2014, Banco do Livro de Venezuela com "Abecedario del cuerpo imaginado".[1]
- Os 20 melhores livros infantis de 2016, Fundação Cuatrogatos por "Con el ojo de la i"[2]
- Os 20 melhores livros infantis de 2017, Fundação Cuatrogatos por "Versos como una casa"[3]